# Бездисковое колесо

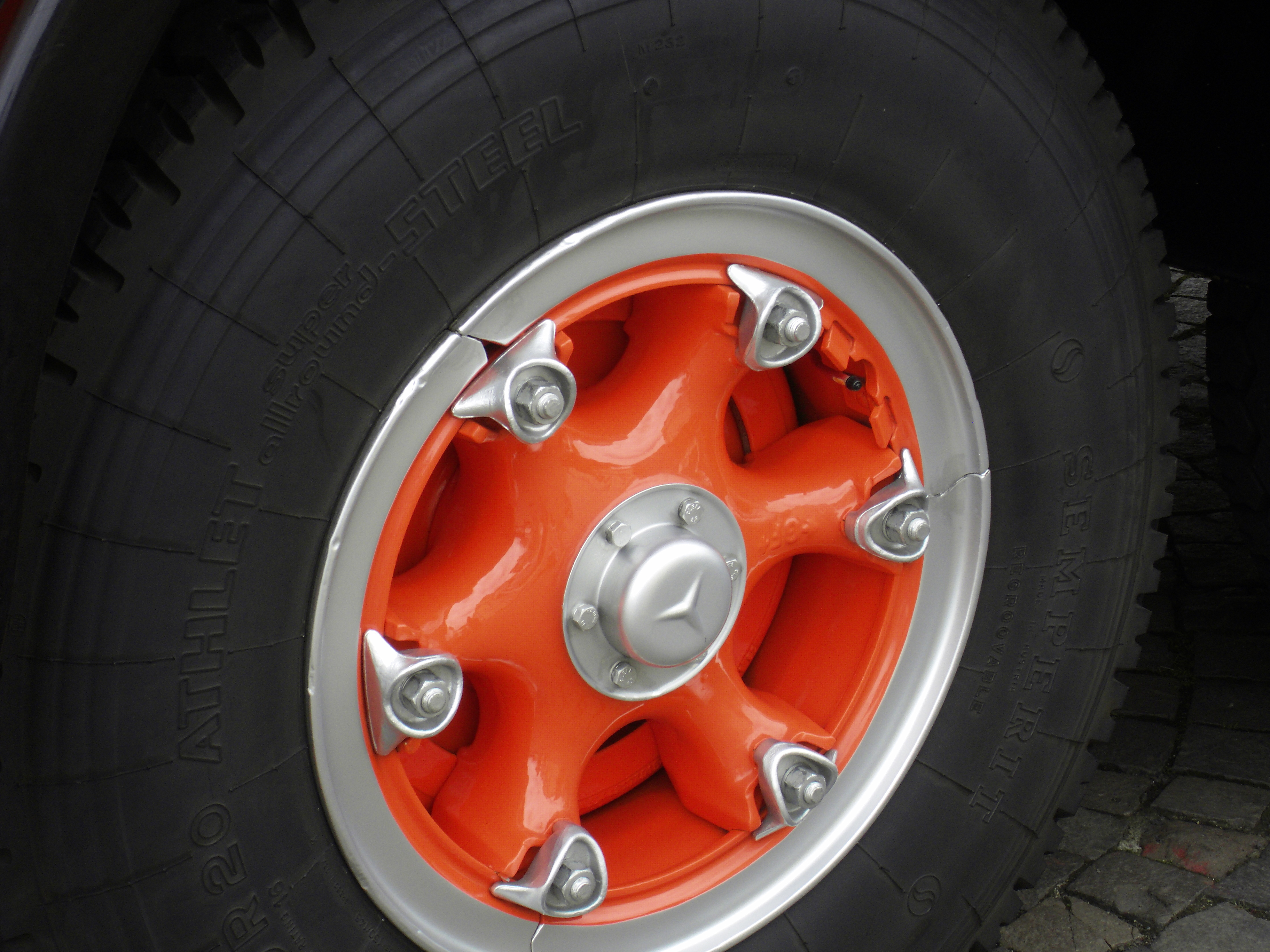
Бездисковое колесо

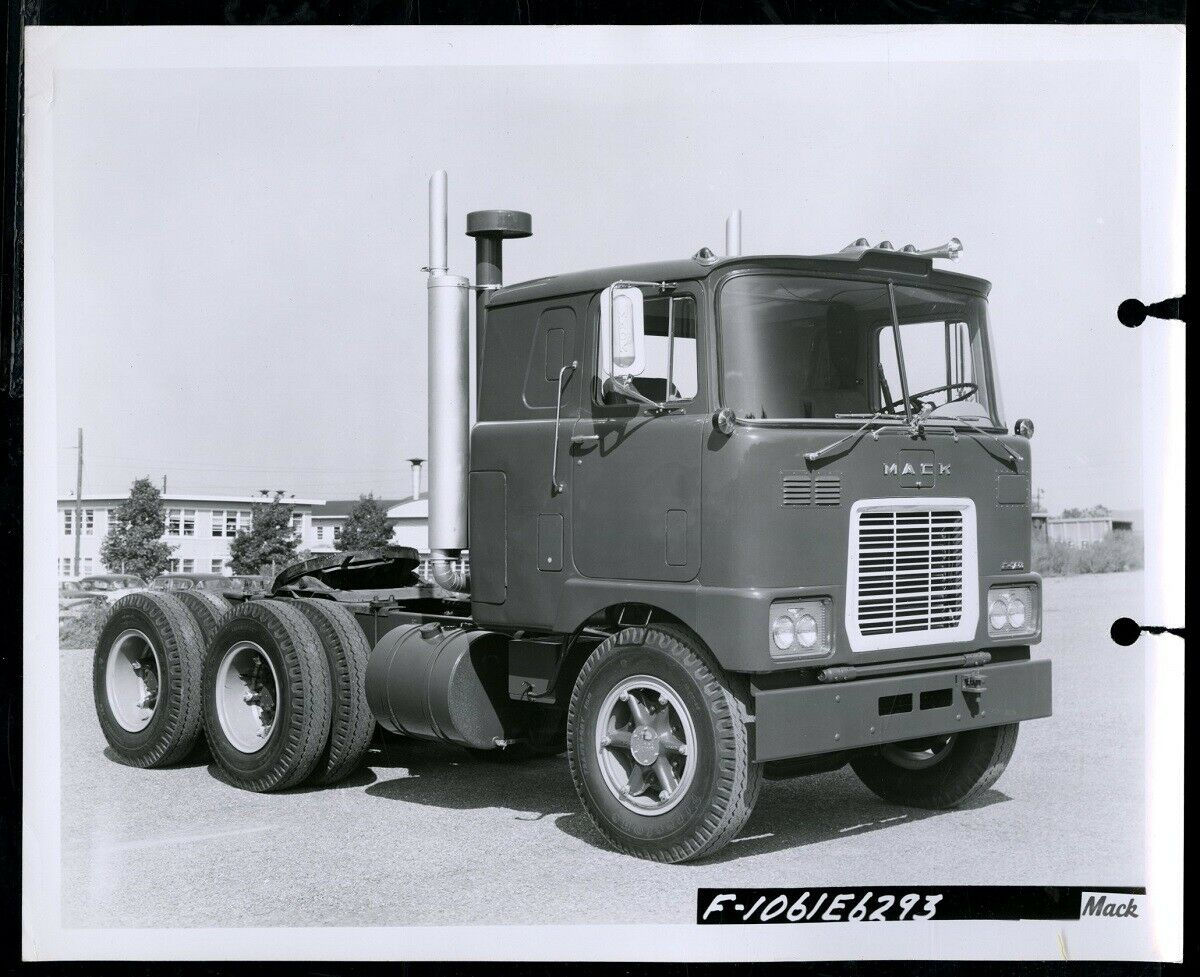
Тягач Mack F, 1972. В США были популярны бездисковые колеса, получившие прозвище «Dayton wheels».

Бездисковое колесо — особый вид автомобильного колеса, которое не имеет диска, а обод такого колеса крепится непосредственно к ступице колеса. Как правило, такие колёса используются на грузовых автомобилях или спецтехнике большой грузоподъёмности, а также на автобусах и троллейбусах большой или особо большой вместимости.

## Конструкция
Бездисковые колёса состоят из:
- 1. Обода колеса
- 2. Ступицы
- 3. Крепления (прижимы)
- 4. Шпилек
- 5. Гаек

## Автомобили
Некоторые модели автомобилей, на которые устанавливали бездисковые колёса:
- МАЗ-500
- МАЗ-5335
- КамАЗ-5320
- КамАЗ-5511
- КрАЗ-214
- КрАЗ-6510
- Alfa Romeo 85
- Berliet GLR
- Škoda 706
- Csepel D705
- Mack F series
- Автобус ЛАЗ-699
- Автобус ЛАЗ-4202
- Автобус ЛАЗ-5252
- Автобус ЛиАЗ-677
- Автобусы Ikarus
- Троллейбус ЗиУ-9
- Троллейбус ЗиУ-10
- Троллейбус СВАРЗ-Икарус
- Троллейбусы ЮМЗ-Т1 и ЮМЗ-Т2
- Грузовые троллейбусы  КТГ

## Галерея

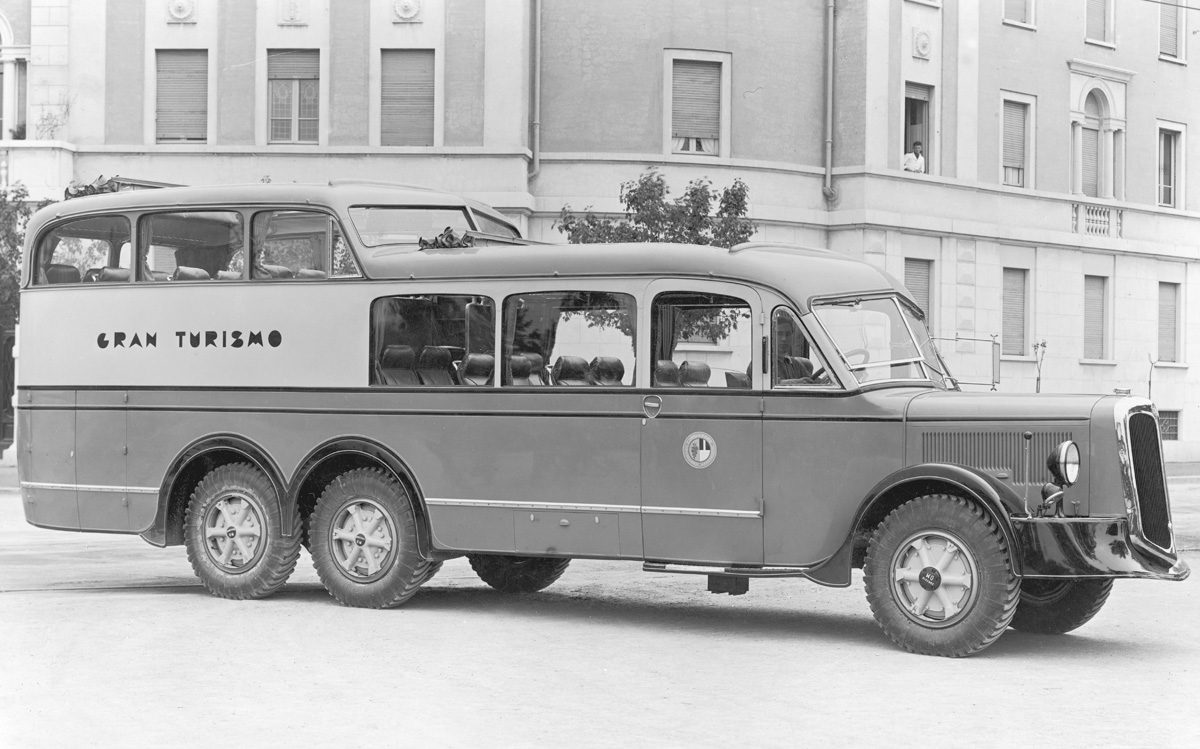
Автобус OM Gran Turismo c бездисковыми колёсами, 1938
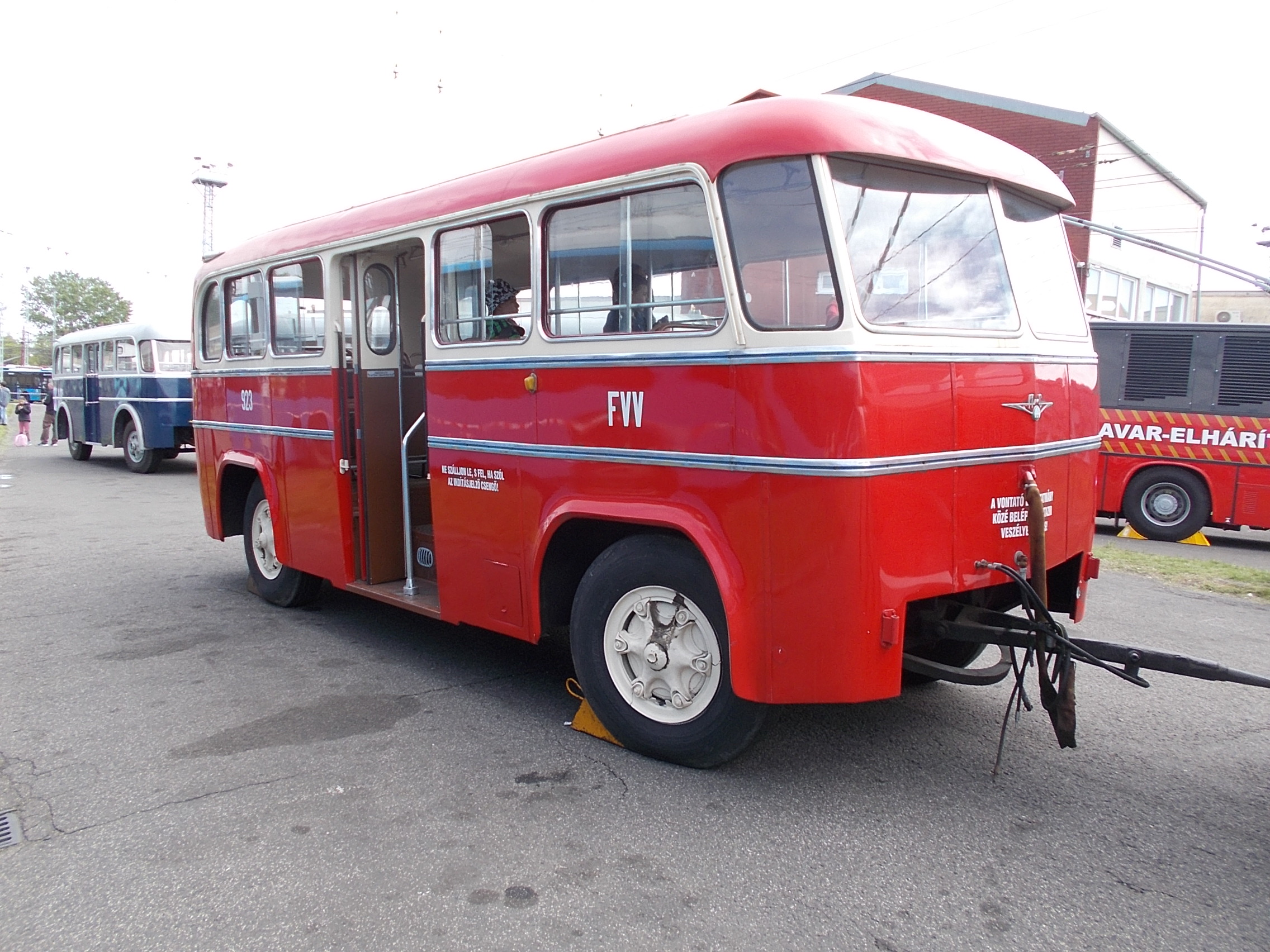
Кузов троллейбуса Ikarus 60T c бездисковыми колёсами, переоборудован в пассажирский прицеп
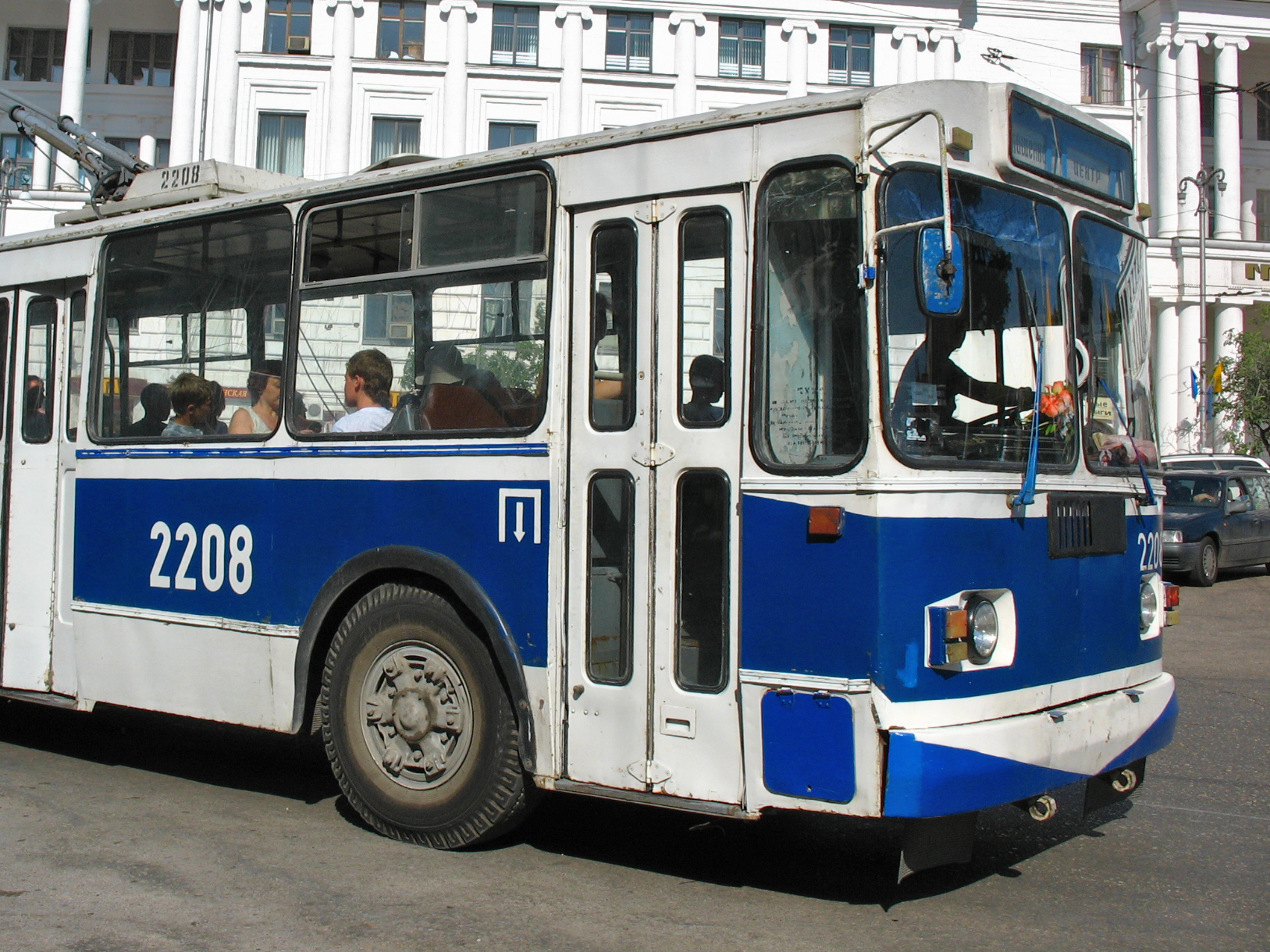
Переднее бездисковое колесо на советском троллейбусе ЗиУ-682
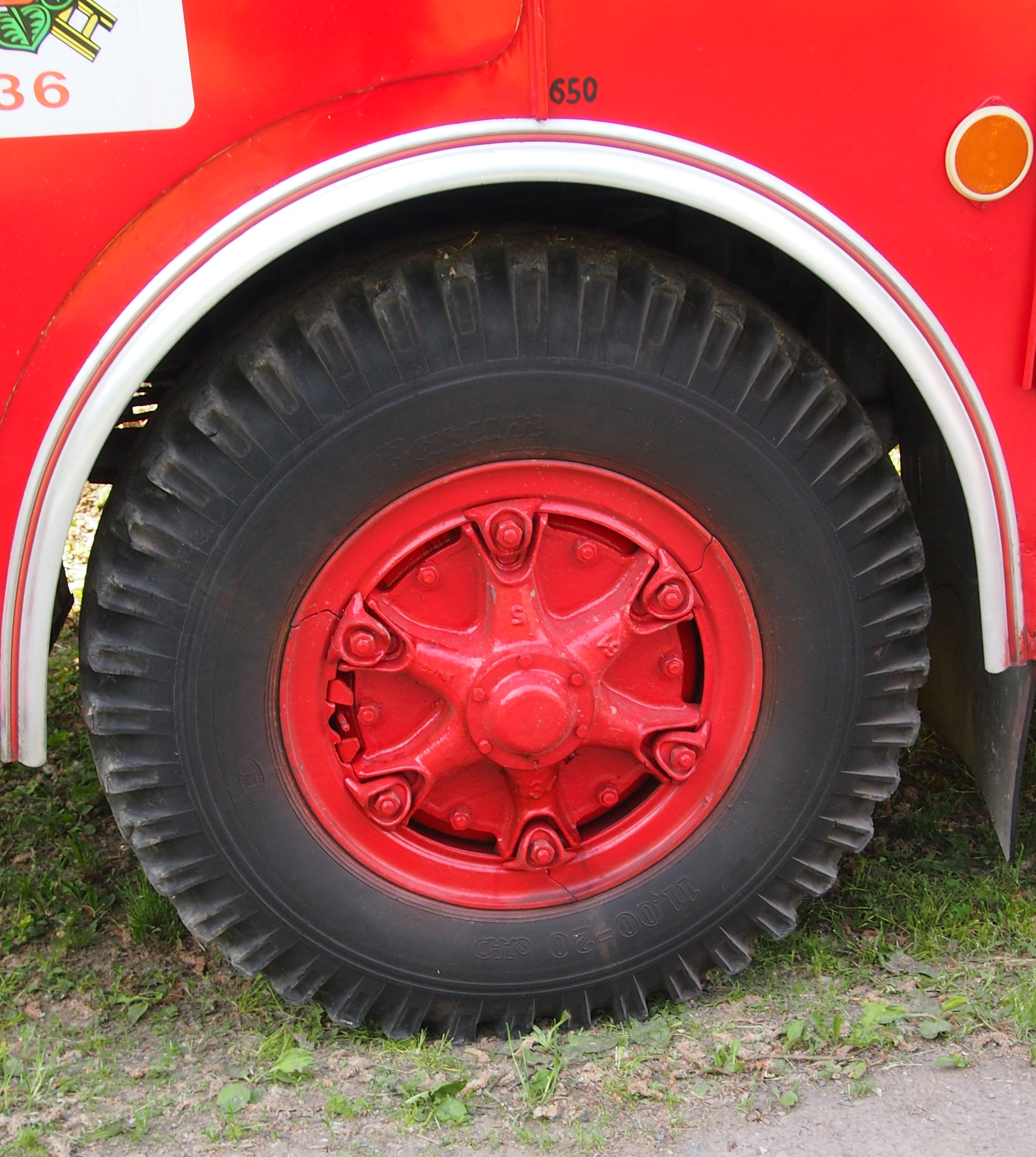
Переднее бездисковое колесо на чешском грузовом автомобиле «Шкоде-706»
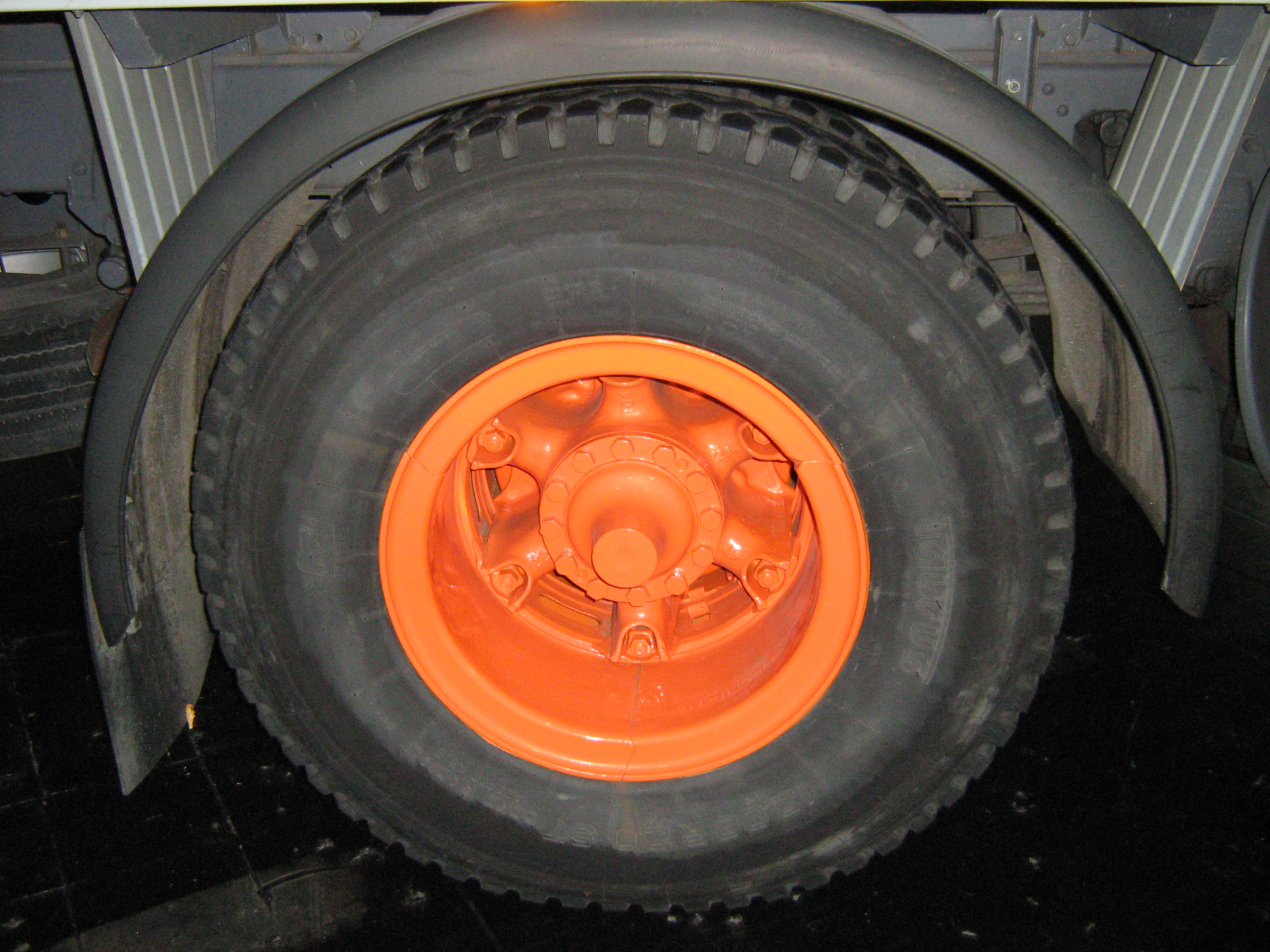
Заднее двускатное бездисковое колесо
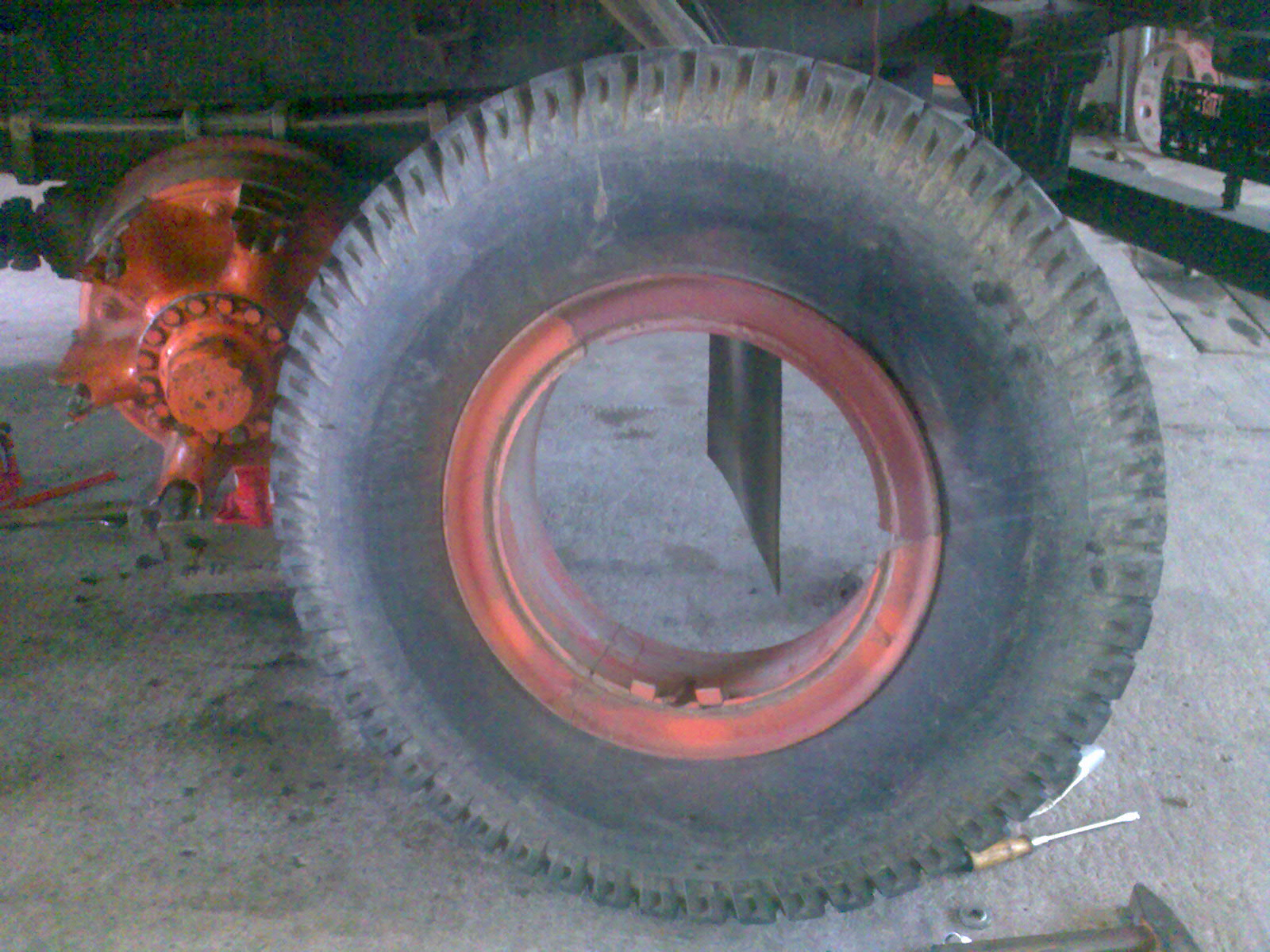
Демонтированное бездисковое колесо
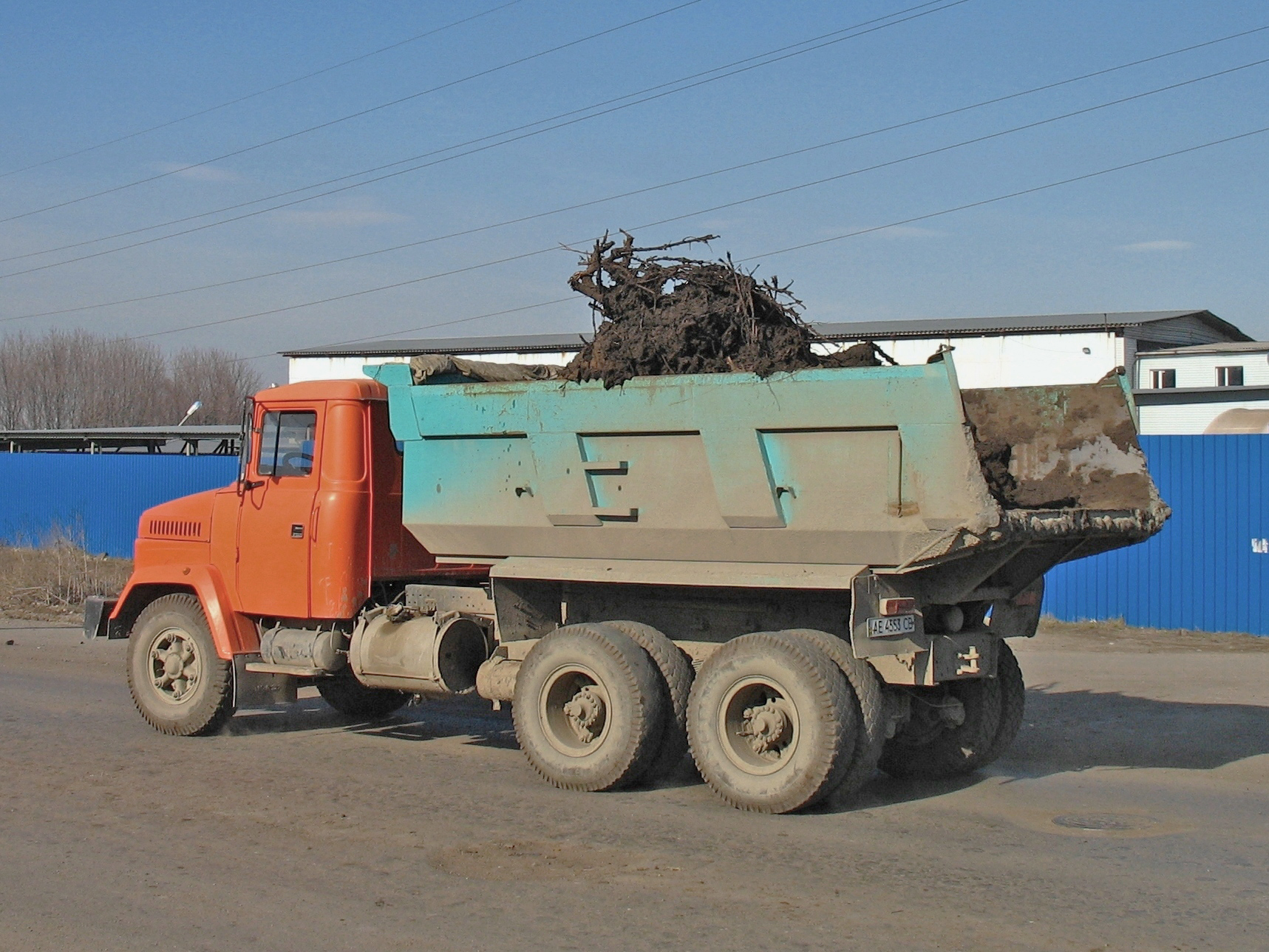
КрАЗ-6510, хорошо видны ступицы бездисковых колёс
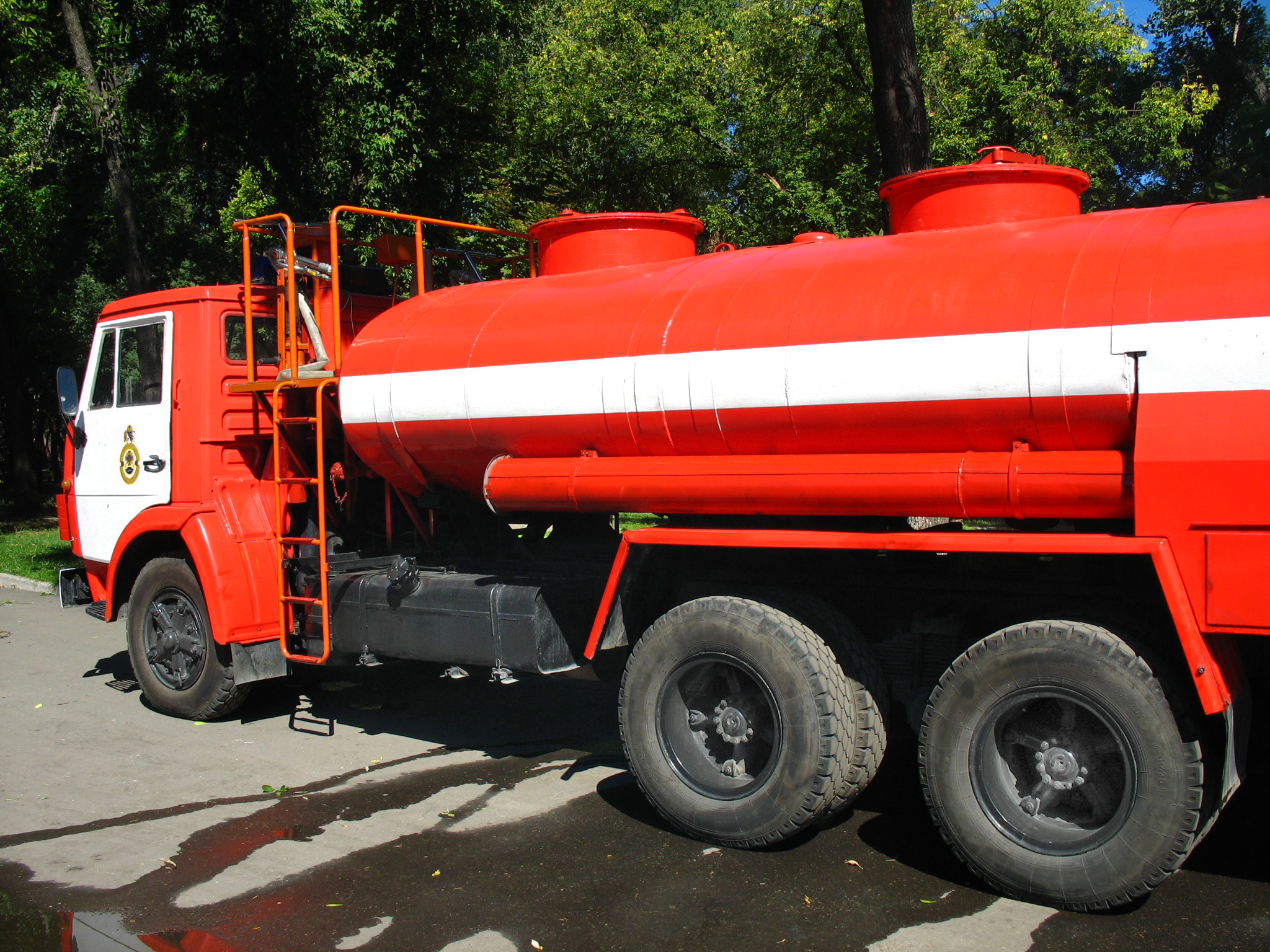
Классический КамАЗ с бездисковыми колёсами